# Cheirogaleus crossleyi
Cheirogaleus crossleyi är en primat i familjen muslemurer som beskrevs av A. Grandidier 1870.
Denna muslemur har rödbrun päls på ovansidan och gråaktig päls på buken. Kring ögonen förekommer svarta ringar och dessutom är öronen svarta. Cheirogaleus crossleyi går främst på fyra fötter och den kan göra kortare hopp.
Arten förekommer med några mindre och från varandra skilda populationer på norra och östra Madagaskar. Den lever i låglandet och i bergstrakter upp till 1800 meter över havet. Habitatet utgörs främst av ursprungliga regnskogar. Cheirogaleus crossleyi undviker områden med återskapad skog och trädodlingar.
Individerna är aktiva på natten och de klättrar främst i växtligheten. På dagen vilar denna muslemur i självbyggda bon av växtdelar som placeras i trädens kronor. I sällsynta fall används trädens håligheter som sovplats. Arten håller från april till september vinterdvala.
Cheirogaleus crossleyi hotas av skogsavverkningar och av andra habitatförstöringar. Arten förekommer i Ranomafana nationalpark och i andra naturskyddsområden men den behöver troligen ytterligare skydd. IUCN listar arten med kunskapsbrist (DD).